# Sarina
La Sarina (in tedesco Saane, in francese Sarine, in arpitano Sarena o Charnà) è un fiume svizzero di 128 km, che, in modo particolare, attraversa longitudinalmente il Canton Friburgo. 
È il principale affluente di sinistra dell'Aar.

## Percorso
La sua sorgente è situata sul massiccio di Les Diablerets presso il Colle del Sanetsch nel comune di Savièse (a nord di Sion, nel Canton Vallese). Scorre verso nord fino a Gstaad attraversando il Saanenland bernese, in corrispondenza dell'abitato di Saanen piega verso ovest per dirigersi verso il francofono Canton Vaud (dove assume il nome di Sarine) qui attraversa il distretto Pays-d'Enhaut, in questo tratto situato all'interno del Parc naturel régional Gruyère Pays-d’Enhaut, tramite la diga di Rossinière forma il piccolo lago di Vernex. Il fiume si dirige poi nel Canton Friburgo dove a Lessoc, nel comune di Haut-Intyamon (Distretto della Gruyère), forma un altro lago artificiale creato dalla diga di Lessoc.
Poco prima di Montbovon il percorso devia verso nord e prosegue nel Distretto della Gruyère dove, tramite la Diga di Rossens forma il lago della Gruyère. Dopo la diga il fiume attraversa una profonda vallata con numerosi meandri scorrendo a fianco del castello di Illens e dell'abbazia di Hauterive, fino a raggiungere Châtillon. In questo tratto confluiscono nella Sarina prima il fiume Gèrine da destra e poi il fiume Glâne a sinistra. Poco dopo quest'ultima confluenza raggiunge e attraversa la città Friburgo, città costruita all'interno di un meandro, qui entra nel lac de Pérolles, bacino artificiale creato dalla diga della Maigrauge. Mantenendo sempre la direzione verso nord attraversa un lago artificiale, quello di Schiffenen creato dall'omonima diga. Giunge poi nel distretto bernese di Laupen per sfociare nell'Aar presso Wileroltigen. 
Il fiume segna in parte la frontiera linguistica della regione, separando la Svizzera romanda francofona ad ovest dalla Svizzera tedesca ad est. Il modo di dire francese outre Sarine indica normalmente la Svizzera tedesca. Il fiume, il cui affluente principale è la Jogne, ha dato il suo nome a uno dei sette distretti del Canton Friburgo, quello chiamato Sarine. Il fiume attraversa principalmente le seguenti città:
- Canton Berna: Gstaad/Saanen
- Canton Vaud: Château-d'Œx
- Canton Friburgo: Gruyères, Friburgo
- Canton Berna: Laupen